# Plectrone tristis
Plectrone tristis är en skalbaggsart som beskrevs av John Obadiah Westwood 1842. Plectrone tristis ingår i släktet Plectrone och familjen Cetoniidae. Inga underarter finns listade i Catalogue of Life.